# کوئی کاکا
کوئی کاکا یکی از شیرینی‌های محلی در استان گیلان است. مواد این شیرینی را آرد برنج نرم، کدو حلوایی پخته شده، مغز گردوی چرخ کرده، شیر یا آب، تخم مرغ، گلاب، مغز هل کوبیده، دارچین، زعفران، جوش شیرین و نمک تشکیل می‌دهد.